# Sulev Nõmmik
Sulev Nõmmik (född 11 januari 1931, död 28 juli 1992, var en estnisk teater- och filmregissör, skådespelare, humorist och komiker. Han är mest känd för sin figur Kärna Ärni och den påhittade staden Uduvere, men han är också känd för att ha skrivit manus till flera kända estniska filmer, bl.a. Mehed ei nuta, Siin me oleme! och Noor pensionär.